# Initiative islandaise pour la Modernisation des Médias
L'Initiative islandaise pour la Modernisation des Médias (Icelandic Modern Media Initiative, IMMI), est une loi islandaise visant à créer une juridiction favorable et avantageuse pour la publication du journalisme d'investigation et de médias en ligne sensibles. Le Parlement de Reykjavik l'a adoptée à l'unanimité le 16 juin 2010. Elle fut créée à l'origine pour que l'Islande « prenne position fortement et en toute légalité en ce qui concerne la protection des libertés d'expression et d'information. »

« L'Islande va devenir l'inverse d'un paradis fiscal ; en offrant aux journalistes et aux éditeurs une des protections les plus importantes au monde en faveur de la liberté d'expression et du journalisme d'investigation. L'objectif du paradis fiscal est de rendre tout opaque. Notre objectif consiste à tout rendre transparent. »

— Birgitta Jónsdóttir, députée à l'Althing

## Les 19 députés à l'origine de la proposition

### Gauche Écologiste
- Atli Gíslason
- Árni Þór Sigurðsson
- Ásmundur Einar Daðason
- Ögmundur Jónasson
- Guðfríður Lilja Grétarsdóttir
- Lilja Móesesdóttir
- Lilja Rafney Magnúsdóttir

### Sociaux-démocrates
- Róbert Marshall
- Sigmundur Ernir Rúnarsson
- Þórunn Sveinbjarnardóttir

### Mouvement des citoyens
- Birgitta Jónsdóttir (depuis membre fondatrice du Parti Pirate Islandais)
- Þór Saari
- Margrét Tryggvadóttir

### Libéraux
- Sigurður Ingi Jóhannsson
- Vigdís Hauksdóttir
- Eygló Harðardóttir
- Gunnar Bragi Sveinsson

### Conservateurs
- Tryggvi Þór Herbertsson
- Erla Ósk Ásgeirsdóttir

## Historique de la loi
- 17 février 2010 : une proposition de cette loi est déposée et enregistrée à l'Althing, le Parlement islandais.
- 25 février 2010 : la proposition entre dans le débat parlementaire et est soumise à un comité parlementaire pour examen.
- De mars à juin : la proposition est examinée et discutée, des amendements sont suggérés et le comité d'examen dépose son rapport.
- 15 juin 2010 : la proposition est traitée par la commission générale et est votée par l'ensemble des parlementaires.

## Propositions phare de l'IMMI
Cette loi prévoit :
- La création d'un Prix islandais pour la liberté l'expression (Icelandic Prize for Freedom of Expression) ;
- La protection contre le « tourisme de la diffamation » (« libel tourism ») et contre d'autres violations extrajudiciaires ;
- La protection des intermédiaires (FAI) ;
- La protection des sources : protection de l'anonyme qui souhaite s'adresser à l'opinion publique en faisant promettre à un journaliste ou à un média que son nom demeurera confidentiel. Cette proposition est basée sur la nouvelle législation de l'Espace économique européen ;
- La protection des lanceurs d'alerte : protection pour ceux qui font la démarche de révéler d'importantes affaires d'intérêt public; c'est une proposition basée sur des lois américaines comme la False Claims Act et la Military Whistleblowers Act;
- La prescription concernant les responsabilités d'édition : des lois récentes en Europe soutiennent que dans le cas des publications Internet, chaque page lue est considérée comme éditée de nouveau, peu importe depuis combien de temps le document l'est réellement. Cela a abouti à la suppression tacite d'articles de journaux d'investigation (y compris ceux datés de plus de cinq ans) notamment extraits des archives en ligne du Guardian et d'autres grands journaux ;
- Une « Loi de la Liberté d'Information » (Freedom of Information Act) se voulant « ultramoderne » et se basant sur les recommandations du Conseil de l'Europe et de l'Organisation des États Américains émises en 2009 ainsi que sur des éléments modernes des lois sur la liberté d'information en vigueur en Estonie, en Écosse, au Royaume-Uni et en Norvège; répondant également aux prescriptions de la Convention d'Aarhus ;
- La protection des communications entre sources et journalistes : protections des communications entre une source anonyme et un média, ainsi que la protection des communications au sein même du média et ce avant toute publication. Ceci se base sur la loi belge de protection des sources de 2005.
- La limitation de la restriction préalable : la restriction préalable est une mesure de coercition que peut exercer une autorité à l'encontre d'un éditeur pour l'empêcher de publier un quelconque document. Bien que la Constitution islandaise prévoie le droit à la liberté d'expression, des modifications sont toutefois nécessaires pour limiter l'option de restriction préalable.
- La protection des procédures : La majorité des poursuites judiciaires liées à la publication se règlent avant le jugement final. C'est pourquoi la justice doit elle-même veiller à ce que ce moyen ne soit pas utilisé pour faire taire l'une ou l'autre partie à cause d'un accès inégal à la justice, des assignations ou d'autres jugements préparatoires. La protection des procédures (appelées lois anti-SLAPP aux États-Unis) permet à un juge de déclarer l'affaire comme un cas où la liberté d'expression est en jeu, et au cours de laquelle des protections sont mises en place pour empêcher des abus.
- La création de SARL virtuelles : d'après la législation LLC, en place dans l'État du Vermont.

## Soutien au projet
L'IMMI n'est pas seulement un projet des parlementaires islandais, tels Birgitta Jónsdóttir et Róbert Marshall, mais aussi d'organisations comme WikiLeaks, Index on Censorship, Icelandic Digital Freedoms Society qui œuvrent pour la transparence, ou encore de personnalités politiques comme Eva Joly. Le projet est également soutenu par le Free Knowledge Institute, la Quadrature du Net et Global Voices. 

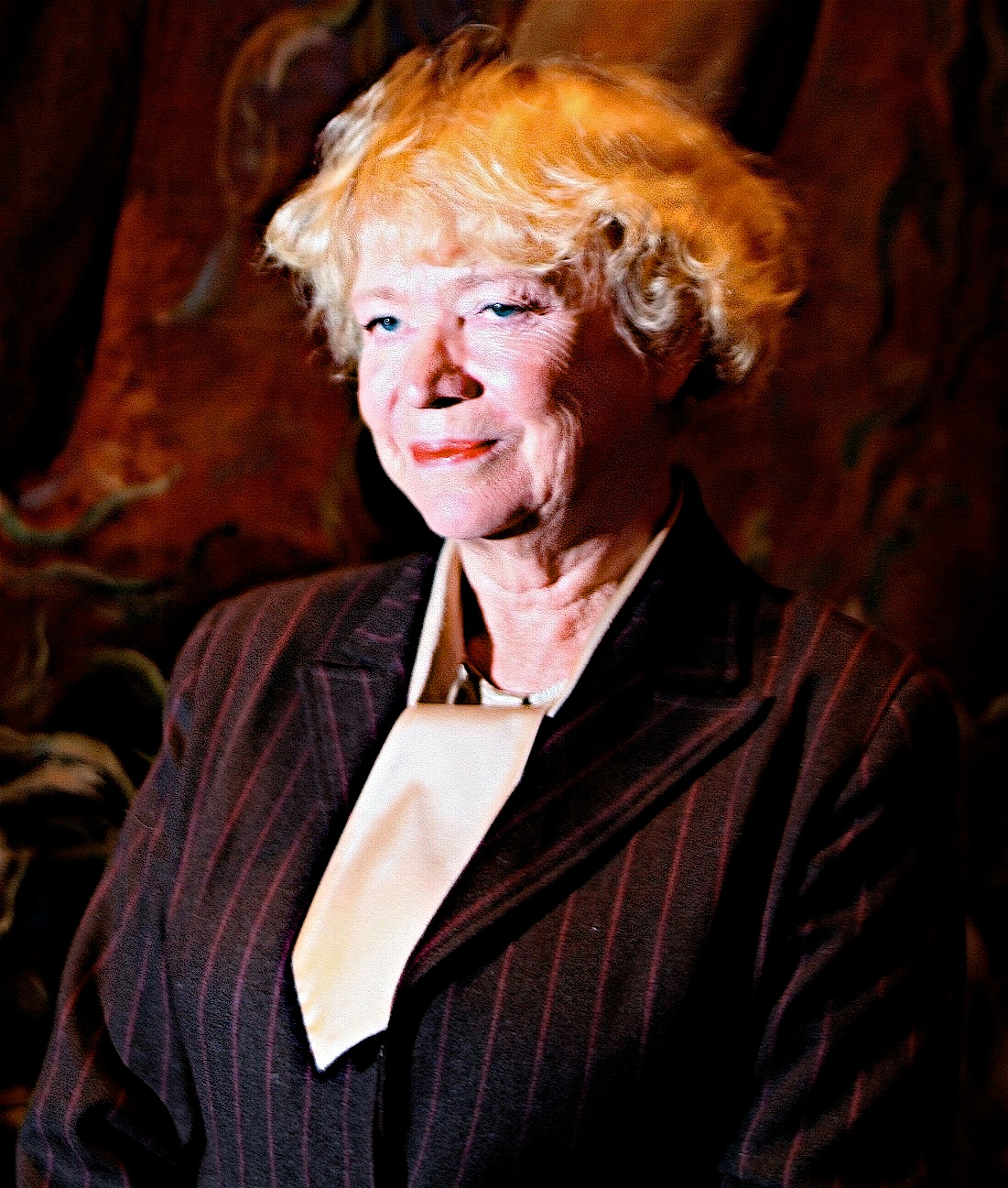
Eva Joly

« Je suis fière de conseiller la proposition de l'IMMI visant à créer un refuge sécurisé pour le journalisme d'investigation. Je crois que cette proposition est une manière forte d'encourager la probité et la sensibilisation des gouvernements à travers le monde, y compris en Islande. Dans mon travail d'enquête sur la corruption, j'ai vu combien il était important d'avoir de solides mécanismes pour apporter l'information à l'opinion publique. L'Islande, avec de nouvelles perspectives et des gens courageux et indépendants, semble être l'endroit rêvé pour entamer un tel effort en faveur d'une transparence au niveau mondial et de la justice. »

— Eva Joly

« L'IMMI s'intéresse aux enjeux-clé de la liberté d'expression à l'ère numérique et pourrait être le catalyseur pour les réformes législatives dont toute démocratie du XXIe siècle aura besoin. »

— Index on Censorship

« L'idéal de réalisation de la liberté dans le domaine numérique ne peut être atteint qu'avec la mise en place d'un cadre juridique solide qui protège les valeurs qui sont importantes pour notre société. Notre participation à l'IMMI a été une réflexion sur ce besoin croissant. »

— Icelandic Digital Freedoms Society